# Pixar Canada
Pixar Canada è stata una società controllata della Pixar, aperta con lo scopo di realizzare cortometraggi basati sui personaggi dei film Pixar.

Amir Nasrabadi, Dylan Brown e Darwyn Peachy ne sono stati rispettivamente l'amministratore generale, il direttore creativo e il chief technology officer.

## Storia
Lo studio, esteso 1900 m², venne aperto il 20 aprile 2010 a Gastown. Per inaugurarne l'apertura la Pixar pubblicò un video in cui i personaggi più famosi dei suoi film (come Toy Story e WALL•E) visitano Vancouver. La città canadese venne scelta non solo perché vantaggiosa dal punto di vista economico e perché avente lo stesso fuso orario di Los Angeles (dove si trova la sede della Pixar), ma anche perché poteva avvalersi degli studenti delle Università di Vancouver appena laureati in animazione .
Lo scopo dello studio era quello di creare piccoli cortometraggi, da distribuire in DVD, in TV oppure nei cinema, su alcuni dei principali personaggi Pixar, tra cui Buzz Lightyear e Carl Attrezzi.
In particolare, lo studio canadese si occupò delle animazioni dei personaggi, mentre i lavori riguardanti la resa in 3D erano affidati allo studio principale nella California settentrionale.
Lo studio, nel quale lavoravano circa 100 persone, venne chiuso nell'ottobre del 2013 per permettere alla Pixar di concentrare tutti i propri sforzi negli studi principali a Emeryville, e il lavoro prodotto in 3 anni nello studio canadese venne trasferito a Burbank.
Probabilmente lo studio è stato chiuso anche perché gli incentivi che Vancouver offriva non erano più vantaggiosi di quelli offerti dall'Ontario o dal Québec, anche se un portavoce Pixar ha smentito una possibile nuova sede canadese.
Lo studio divenne sede canadese della Industrial Light & Magic, società specializzata negli effetti speciali digitali che fa parte della Lucasfilm.

## Filmografia
- Cars Toons (novembre 2011 - maggio 2014)
- Buzz a sorpresa (23 novembre 2011)
- Non c'è festa senza Rex (14 settembre 2012)